# Пауль Кемпер
Пауль Кемпер (нім. Paul Kämper; 13 червня 1877, Швельм — 10 вересня 1967, Беренсдорф) — німецький військовий ветеринар, доктор ветеринарії, генерал-майор ветеринарної служби рейхсверу (1 квітня 1929) і вермахту (1 вересня 1941).

## Біографія
2 жовтня 1894 року вступив в Прусську армію, ветринар-аспірант 11-го гусарського полку. Одночасно з 1 жовтня 1897 по серпень 1901 року навчався в Берлінському вищому ветеринарному училищі. З 6 серпня 1901 року — ветеринар 5-го драгунського, з листопада 1911 року — 1-го гвардійського драгунського полку. Учасник Першої світової війни. З 1917 року — головний ветеринар 75-ї резервної дивізії.
В січні 1919 року переведений назад в 1-й гвардійський драгунський полк. З травня 1919 року — керівник 215-го шпиталю для коней, з 1 квітня 1920 року — епідеміологічної станції для коней в Берліні-Темпельгофі. З 1 січня 1921 року — головний ветеринар 8-го піхотного полку, одночасно з лютого 1921 року — ветеринар охоронного підрозділу «Берлін». З 1 квітня 1929 року — головний ветеринар 2-го групового командування в Берліні і член Наукового сенату з питань військової ветеринарії. В 1932 році звільнений у відставку.
1 липня 1938 року переданий в розпорядження сухопутних військ. З 10 серпня 1939 року — головний ветеринар 21-го військового округу. В 1943 році остаточно звільнений у відставку.

## Нагороди
- Столітня медаль (22 березня 1897)
- Медаль «За вислугу років» (Пруссія)
  - 3-го класу (9 років; 1903)
  - 1-го класу (15 років)
- Залізний хрест 2-го і 1-го класу
- Військовий хрест Фрідріха-Августа (Ольденбург) 2-го і 1-го класу
- Хрест Фрідріха
- Хрест «За вірну службу» (Шаумбург-Ліппе)
- Почесний хрест ветерана війни з мечами
- Хрест Воєнних заслуг 2-го і 1-го класу з мечами